# Archiwum Mitrochina
Archiwum Mitrochina – zbiór 300 tys. tajnych i poufnych dokumentów sowieckich zebrany przez archiwistę KGB ZSRR Wasilija Mitrochina i wywiezionych na Zachód w 1992 roku.

## Historia
Mitrochin rozpoczął pracę w MGB w 1948. Zniechęcony do komunizmu (według jego słów) w wyniku obserwacji działań KGB w kraju i za granicą, od lat 70. XX w. regularnie kopiował i wynosił z archiwum najbardziej wartościowe raporty, których katalogowaniem zajmował się do 1985, kiedy przeszedł na emeryturę. Swoją decyzję motywował koniecznością „pokazania światu ogromu wysiłku, jakiego dokonała ta piekielna machina [KGB]”.
W 1992 zaoferował zbiór Amerykanom, którzy nie byli nim zainteresowani ze względu na rozkład ZSRR. Wówczas zwrócił się do Brytyjczyków, którzy zaproponowali mu pomoc w ucieczce i wywiezieniu materiałów z Rosji.
Mitrochin uciekł 7 września 1992 r., wywożąc ze sobą jedynie część dokumentów, podczas gdy reszta pozostała zakopana w ogródku jego daczy. Po kilku tygodniach wydobył je i wywiózł agent brytyjskiego MI6.
Archiwum Mitrochina zawiera materiały dokumentujące działania KGB ZSRR na Zachodzie od lat 30. XX w. do połowy lat 80. XX w. Archiwum ujawniło kulisy wielu operacji dezinformacyjnych, propagandowych, sabotażowych oraz skrytobójczych przeprowadzonych przez Sowietów w Europie i Stanach Zjednoczonych. W wyniku jego analizy ujawniono wielu szpiegów i współpracujących z KGB dziennikarzy oraz polityków w Wielkiej Brytanii (Melita Norwood), Francji (Le Monde), Stanach Zjednoczonych (Robert Stephen Lipka), Niemczech, Włoszech i innych krajach.
W archiwum znajdują się dokumenty na temat kontaktów i spotkań z agentami KGB kilku lewicowych przywódców politycznych, m.in. Salvadora Allende.
Dzięki Archiwum potwierdzono także lokalizację i odkopano tajne arsenały KGB na terenie Szwajcarii i Belgii. 
Archiwum Mitrochina zawiera także sporo dokumentów dotyczących Polski. Do najczęściej poruszanych wątków należą inwigilacja Kościoła Katolickiego, prowokacje przeciwko księżom (w tym Karolowi Wojtyle) oraz raporty SB MSW na temat Lecha Wałęsy. Autorzy opracowania sugerują, że Lech Wałęsa był agentem Służby Bezpieczeństwa. Informują również, że był skonfrontowany z jednym z jego byłych oficerów prowadzących w 1982 roku w Arłamowie i rozmowa ta została nagrana.
Opracowanie dokumentów archiwum zostało opublikowane w 1996 roku w Wielkiej Brytanii, później w innych krajach, w 2001 także w Polsce nakładem wydawnictwa Muza. Od 7 lipca 2014 całość archiwum jest dostępna publicznie.

## Komisja Mitrochina
W 2002 parlament Włoch, w którym większość posiadała centroprawicowa Forza Italia, powołał specjalną komisję, której zadaniem było zbadanie związków włoskich polityków, wymienionych w dokumentach z archiwum Mitrochina, z KGB.
Podejrzany o współpracę z sowieckimi służbami specjalnymi był m.in. premier Włoch Romano Prodi (kryptonim „UCHITEL” [uczitiel ros. nauczyciel]). W 2006 r. w raporcie końcowym komisja ogłosiła, że zamach na papieża Jana Pawła II przeprowadziły służby specjalne ZSRR, nie poparła jednak swych zarzutów konkretnymi dowodami. Konsultantem tej komisji był m.in. Mario Scaramella, który korzystał z wiedzy byłego funkcjonariusza FSB Aleksandra Litwinienki. Zeznał przed komisją, że 10 stycznia 1970 radziecki okręt podwodny K-8 rozstawił 20 min z taktycznym ładunkiem nuklearnym w Zatoce Neapolitańskiej (Neapol jest siedzibą dowództwa działań morskich NATO).